# Fergus mac Róich

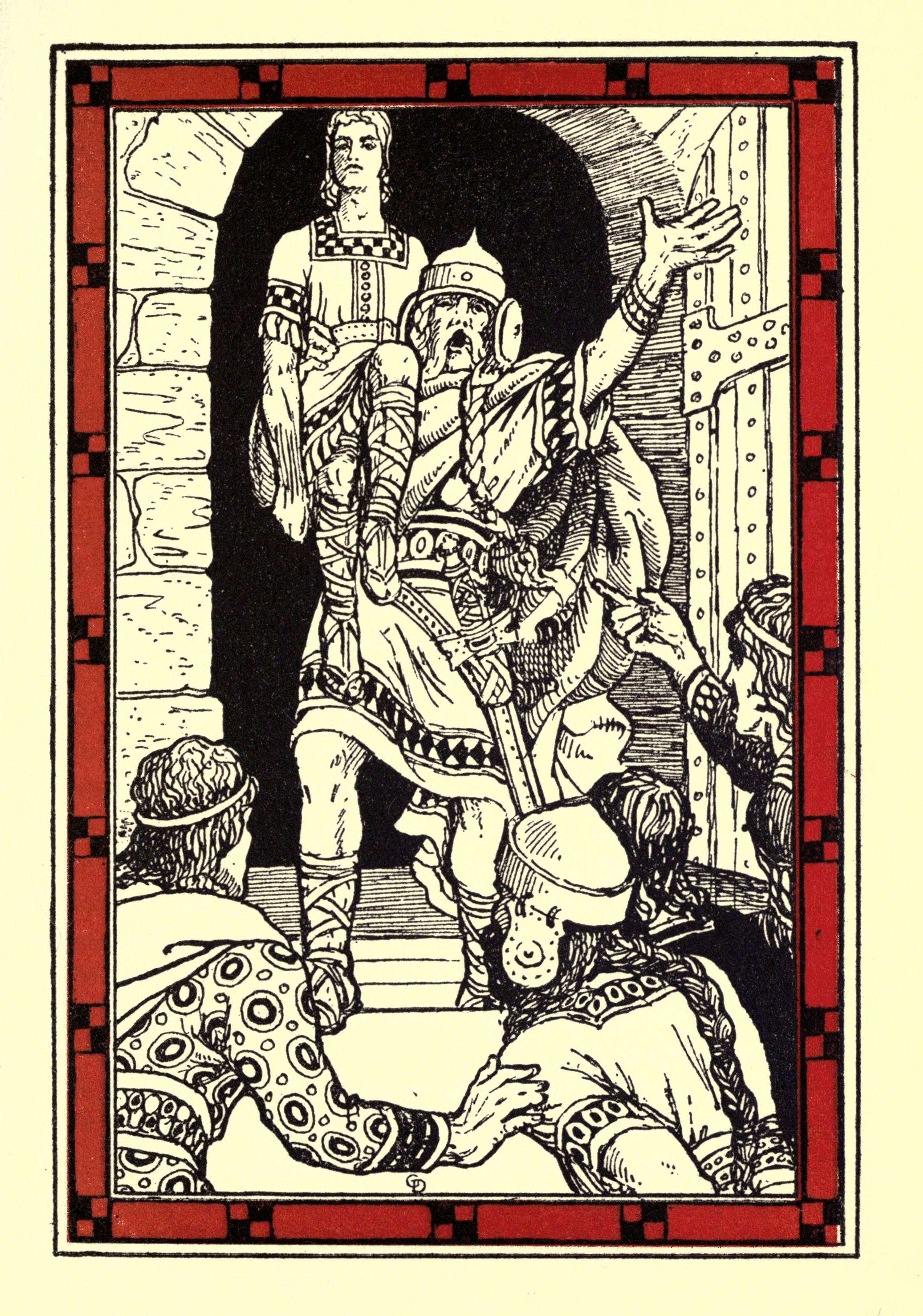
Fergus mac Róich cargando a Sétanta sobre sus hombros, ilustrado por George Denham.

Fergus mac Róich es un personaje del Ciclo del Úlster de la mitología celta e irlandesa. 

## Rey del Úlster
Se convirtió en rey del Úlster después de que su predecesor, Eochaid Sálbuide, muriese asesinado en la Batalla de Leitir Ruad. Siendo rey se enamoró de Ness, hija de Eochaid Sálbuilde, que a su vez era madre de un niño, Conchobar, que había tenido con el druida Cathbad. Ness acepta casarse con Fergus con la condición de que permita a Conchobar reinar durante un año. Los nobles del Úlster aseguraron a Fergus que el niño reinaría sólo de forma nominal y que el poder lo seguiría teniendo él y que transcurrido el año volvería a ser proclamado como el rey legítimo. Sin embargo, Ness consiguió en ese período que los nobles aceptasen que Fergus no recuperase el trono y Conchobar continuase como rey. Pese a las reticencias, Fergus aceptó la nueva situación y permaneció leal a Conchobar, de quien era padrastro.

## Exilio en Connacht
Años más tarde, Conchobar pretendió casarse con Deirdre, quien para evitarlo huyó a una isla de Escocia con su joven amante Naoise y sus dos hermanos. Conchobar envió a Fergus y a otros dos emisarios para comunicarles que les perdonaba por no haber cumplido su voluntad y que podían volver al Úlster porque no iba a tomar represalias contra ellos. Fergus acompañó la comitiva de vuelta convencido de que su hijastro mantendría la palabra dada, algo que no ocurrió, ya que Naoise y sus hermanos fueron asesinados por Éogan mac Durthach. Fergus, al saberse portador de un salvoconducto falso, se sintió traicionado por Conchobar y partió hacia el exilio en Connacht con tres mil seguidores, entrando al servicio del rey Ailill mac Máta y la reina Maeve mientras Conchobar celebraba sus esponsales con Deirdre. Fergus, por su parte, se casó con Flidais pero se convirtió en amante de la reina Maeve.

## La Batalla por el Ganado de Cooley
En la Táin Bó Cúailnge, la batalla por el ganado de Cooley, Fergus tuvo que luchar contra los guerreros de su antiguo reino, el Úlster. Mantuvo al ejército de Connacht haciendo círculos para dar tiempo a que el Úlster pudiese reunir un ejército mayor, para lo cual había enviado un mensaje a Cuchulainn, el mejor guerrero del Úlster.
El ejército de Connacht estaba dividido en dos grupos: unos con Ailill y otro con Maeve y Fergus. Ailill decidió espiar qué estaba ocurriendo entre su mujer y Fergus y envió a uno de sus hombres que los encontró manteniendo relaciones sexuales, robando la espada de Fergus como prueba. Fergus tuvo que hacerse rápidamente una espada falsa para ocultar su pérdida. Pese al aviso, Cuchulainn no había conseguido reunir a más guerreros del Úlster preparados para combatir debido a que la reina Maeve era también hechicera y los había embrujado. Él, sin embargo, había resistido al hechizo y retó a singular combate a los guerreros de Connacht. Uno a uno, Cuchulainn los fue derrotando. Cuando llegó el turno de Fergus, que portaba una espada falsa, Cuchulainn le perdonó la vida con la condición de que si volvían a encontrarse en la situación opuesta, Fergus haría lo mismo por Cuchulainn.
Los guerreros del Úlster fueron recobrándose y empezó la batalla final, para la cual Ailill devolvió a Fergus su espada. En el campo de batalla, Fergus y Conchobar volvieron a verse las caras, frente a frente en distintos bandos. Mientras ambos ejércitos luchaban, Cuchulainn reponía fuerzas de los combates singulares, y al reincorporarse a la lucha Fergus cumplió su promesa por haberle perdonado la vida y se retiró del campo de batalla junto con sus seguidores. La reina Maeve entró en pánico al ver que Fergus se marchaba con muchos de sus hombres y terminó retirándose también, ganando el Úlster la batalla.

## Renuncia a suceder a Conchobar
Tras la muerte, años después, de Conchobar, algunos de los hombres del Úlster propusieron a Fergus volver a ser rey, pero él decidió designar a Cornac, hijo de Conchobar, que le había acompañado en su exilio en Connacht. Cormac partió para el Úlster, pero Fergus decidió permanecer en Cruachan, la capital de Connacht. La reina Maeve distrajo a Fergus para que no se enterase de que su ejército iba a salir tras Cornac para darle muerte. Fergus acabó enterándose de lo que ocurría e inmediatamente salió con su carro para proteger a Cornac, pero cuando llegó era demasiado tarde.

## Muerte
Tras catorce años de exilio, un día Ailill vio a Fergus nadando en un lago junto con Maeve y se sintió celoso de verlos juntos después de todo lo ocurrido. Ailill tenía un hermano ciego y le dijo que había un venado en el agua, incitándole a que le tirase una lanza para ver si era capaz de matarlo, aunque en realidad le hizo apuntar en la dirección en la que estaba Fergus. La lanza se clavó en el pecho de Fergus. Antes de morir, Fergus tiró la lanza de vuelta a la dirección de la que había llegado, matando al perro de caza de Ailill justo antes de perder él la vida.
- Datos: Q387800